# عمر دیابی
عمر دیابی (انگلیسی: Oumar Diaby؛ زادهٔ ۷ فوریهٔ ۱۹۹۰) بازیکن فوتبال اهل فرانسه است.
از باشگاه‌هایی که در آن بازی کرده‌است می‌توان به باشگاه فوتبال لفسکی صوفیه و باشگاه فوتبال همیلتون آکادمیکال اشاره کرد.